# Ruokovirta kanal
Ruokovirta kanal (fi. Ruokovirran kanava) var en 371 meter lång kanal med sluss vid strömmen Ruokovirta i Maaninka på farleden mellan Kuopio och Idensalmi. Här hade grävts en slusslös kanal på 1840-talet men nyttan var liten då höjdskillnaden på en halv meter ledde till kraftig ström i kanalen. En kanal med sluss byggdes 1878–1879. I samband med förbättringsarbeten på farleden 1914–1920 byggdes Ruokovirta kanal om i betong.
Rukovirta kanal ersattes 1965 av den intilliggande slusslösa kanalen vid Hyvärinvirta ström. Museiverket klassar Rukovirta kanal som en byggd kulturmiljö av riksintresse.